# سزار ۴
«سزار ۴» (انگلیسی: Caesar IV) یک بازی ویدئویی در سبک شهرسازی است که توسط سییرا اینترتینمنت و در سال ۲۰۰۶ برای پلت‌فرم مایکروسافت ویندوز منتشر شده‌است.
بازی همانند نسخه اصلی سزار در سال ۱۹۹۲، مدیریت شهری در روم باستان را شبیه‌سازی می‌کند. این عنوان با حفظ روح اصلی سری، بازیکن را در نقش یک فرماندار رومی قرار می‌دهد که باید شهر خود را از یک سکونت‌گاه کوچک به یک کلان‌شهر پررونق تبدیل کند.
بازیکن مسئولیت‌های مختلفی از جمله ساخت ساختمان‌ها، مدیریت منابع، برقراری نظم و امنیت، و راضی نگه داشتن شهروندان را بر عهده دارد. چالش‌های اصلی شامل تامین مواد غذایی کافی، ایجاد سیستم آبرسانی کارآمد، توسعه تجارت، و دفاع از شهر در برابر تهدیدات خارجی است.
سیستم بازی به گونه‌ای طراحی شده که بازیکن باید بین نیازهای مختلف شهروندان از جمله مسکن، مذهب، سرگرمی و امنیت تعادل برقرار کند. هر تصمیم در مورد ساخت بناها یا تخصیص منابع می‌تواند پیامدهای بلندمدتی داشته باشد.
مانند نسخه اصلی، عناصر تاریخی به دقت در بازی گنجانده شده‌اند و بازیکن می‌تواند بناهای معروف رومی مانند کولوسئوم، حمام‌های عمومی و معابد را بسازد. همچنین رویدادهای تاریخی و چالش‌های دوره‌های مختلف حکومت روم در بازی حضور دارند.